# Reichskolonialamt

Dienstflagge

Das Reichskolonialamt in der Wilhelmstraße 62

Das Reichskolonialamt war eine Reichsbehörde im Deutschen Kaiserreich, deren Aufgabe die Verwaltung der Kolonien war.

## Entwicklung
Bis 1890 war die politische Abteilung des Auswärtigen Amtes, Dezernat für die deutschen überseeischen Interessen, für die deutsche Kolonialpolitik zuständig. Ab diesem Zeitpunkt gab es eine eigene Kolonialabteilung, die zwar im Auswärtigen Amt angesiedelt, aber direkt dem Reichskanzler unterstellt war. Ab 1896 beherbergte die Abteilung auch das Kommando über die Schutztruppen, das bis dahin beim Reichsmarineamt angesiedelt gewesen war (ab 1897 „Kommando der Schutztruppen“). Seit 1905 wurde von der Reichsregierung die Umwandlung der Kolonialabteilung in ein Reichsamt vorbereitet. Mit einem Erlass vom 17. Mai 1907 wurde das Reichskolonialamt gebildet. Dabei handelte es sich in erster Linie um eine verwaltungstechnische Veränderung: Die Kolonialabteilung wurde weitgehend unverändert in eine eigenständige Behörde umgewandelt.
Das Reichskolonialamt war direkt dem Reichskanzler unterstellt. An der Spitze der Behörde standen ein Staatssekretär und ein Unterstaatssekretär.
| Nr. | Name                                | Amtsantritt | Ende der Amtszeit |
| --- | ----------------------------------- | ----------- | ----------------- |
| 1   | Friedrich Richard Krauel            | 1890        | 1890              |
| 2   | Paul Kayser                         | 1890        | 1896              |
| 3   | Oswald Freiherr von Richthofen      | 1896        | 1898              |
| 4   | Gerhard von Buchka                  | 1898        | 1900              |
| 5   | Oscar Wilhelm Stübel                | 1900        | 1905              |
| 6   | Ernst Fürst zu Hohenlohe-Langenburg | 1905        | 1906              |
| 7   | Bernhard Dernburg                   | 1906        | 1907              |

| Nr. | Name                     | Amtsantritt       | Ende der Amtszeit |
| --- | ------------------------ | ----------------- | ----------------- |
| 1   | Bernhard Dernburg        | 17. Mai 1907      | 9. Juni 1910      |
| 2   | Friedrich von Lindequist | 10. Juni 1910     | 3. November 1911  |
| 3   | Wilhelm Heinrich Solf    | 20. Dezember 1911 | 13. Dezember 1918 |
| 4   | Johannes Bell *          | 13. Februar 1919  | 20. Juni 1919     |

Nach dem Ersten Weltkrieg trat das Reichskolonialministerium am 20. Februar 1919 die Nachfolge des Reichskolonialamts an. Es befasste sich vor allem mit der Abwicklung der verlorenen Kolonien. Zum 1. April 1920 folgte die Eingliederung als Kolonialabteilung in das Reichsministerium für Wiederaufbau. Ab 1924 bestand im Auswärtigen Amt eine Kolonialabteilung. Zwischen Hitlers Machtübernahme 1933 und der Kriegswende im Winter 1942/43 wurde eine Wiederentstehung des Reichskolonialamtes vorbereitet, da die Rückgewinnung afrikanischer Kolonien zeitweise möglich schien. Allerdings orientierte sich der NS-Staat mehr an der Kolonialverwaltung des faschistischen Italien als am Amt der Kaiserzeit.

## Struktur

Großer Sitzungssaal des Reichskolonialamtes, Tagungsstätte des Kolonialrates

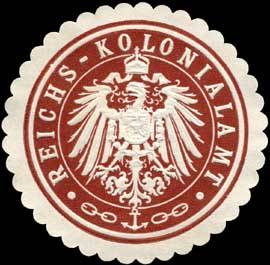
Siegelmarke Reichskolonialamt

Das Reichskolonialamt verfügte über vier Abteilungen. Abteilung A befasste sich mit politischen und allgemeinen Verwaltungsangelegenheiten, Abteilung B bearbeitete Finanz-, Verkehrs- und technische Aufgaben und Abteilung C war für Personalfragen zuständig. Als vierte Abteilung fungierte das Kommando der Schutztruppen. Für Kassenangelegenheiten im engeren Sinne gab es eine „Kolonialhauptkasse“.
Als Beratungsgremium fungierte zunächst der Kolonialrat, der aber 1908 aufgelöst und durch Fachkommissionen mit Sachverständigen ersetzt wurde. Für wissenschaftliche, insbesondere geografische Aufgaben existierte einige Jahre vor der Auflösung des Amtes eine „Landeskundliche Kommission“. 1911 wurde zudem eine „Ständige Wirtschaftliche Kommission“ gebildet. Im Deutschen Landwirtschaftsrat und in der Deutschen Landwirtschaftsgesellschaft gab es darüber hinaus Kommissionen, die eigens zur Beratung des Reichskolonialamts gebildet wurden. Angesiedelt war die Behörde in der Wilhelmstraße 62 in Berlin-Mitte. Die erhaltenen Akten des Reichskolonialamts liegen im Bundesarchiv, Außenstelle Berlin-Lichterfelde.

## Expeditionen des Amtes
- Medizinisch-demographische Deutsch-Neuguinea-Expedition (1913/14)